# Norma, Veracruz
Norma är en ort i Mexiko.   Den ligger i kommunen Hueyapan de Ocampo och delstaten Veracruz, i den sydöstra delen av landet, 400 km öster om huvudstaden Mexico City. Norma ligger 25 meter över havet och antalet invånare är 901.
Terrängen runt Norma är mycket platt. Runt Norma är det ganska glesbefolkat, med 47 invånare per kvadratkilometer. Närmaste större samhälle är Hueyapan de Ocampo, 17,5 km öster om Norma. Omgivningarna runt Norma är en mosaik av jordbruksmark och naturlig växtlighet.